# Chia-Kun Chu
Chia-Kun (John) Chu (chinês: 朱家琨, pinyin: Zhū Jiākūn) é um matemático sino-estadunidense, Fu Foundation Professor Emeritus of Applied Mathematics na Universidade Columbia.
Chu obteve um bacharelado em engenharia mecânica na Universidade Jiao Tong de Xangai em 1948, um mestrado na Universidade Cornell em 1950, e um Ph.D. no Instituto Courant de Ciências Matemáticas da Universidade de Nova Iorque em 1959, orientado por Kurt Otto Friedrichs.
Desenvolveu aproximações para as equações diferenciais da dinâmica dos fluidos e cunhou o termo "computational fluid dynamics".
Chu foi eleito fellow da American Physical Society e fellow da Japan Society for the Promotion of Science. Recebeu um doutorado honoráro da Universidade Columbia em 2006.